# Зерноїд болотяний
Зерноїд болотяний (Sporophila palustris) — вид горобцеподібних птахів родини саякових (Thraupidae). Мешкає в Південній Америці.

## Опис

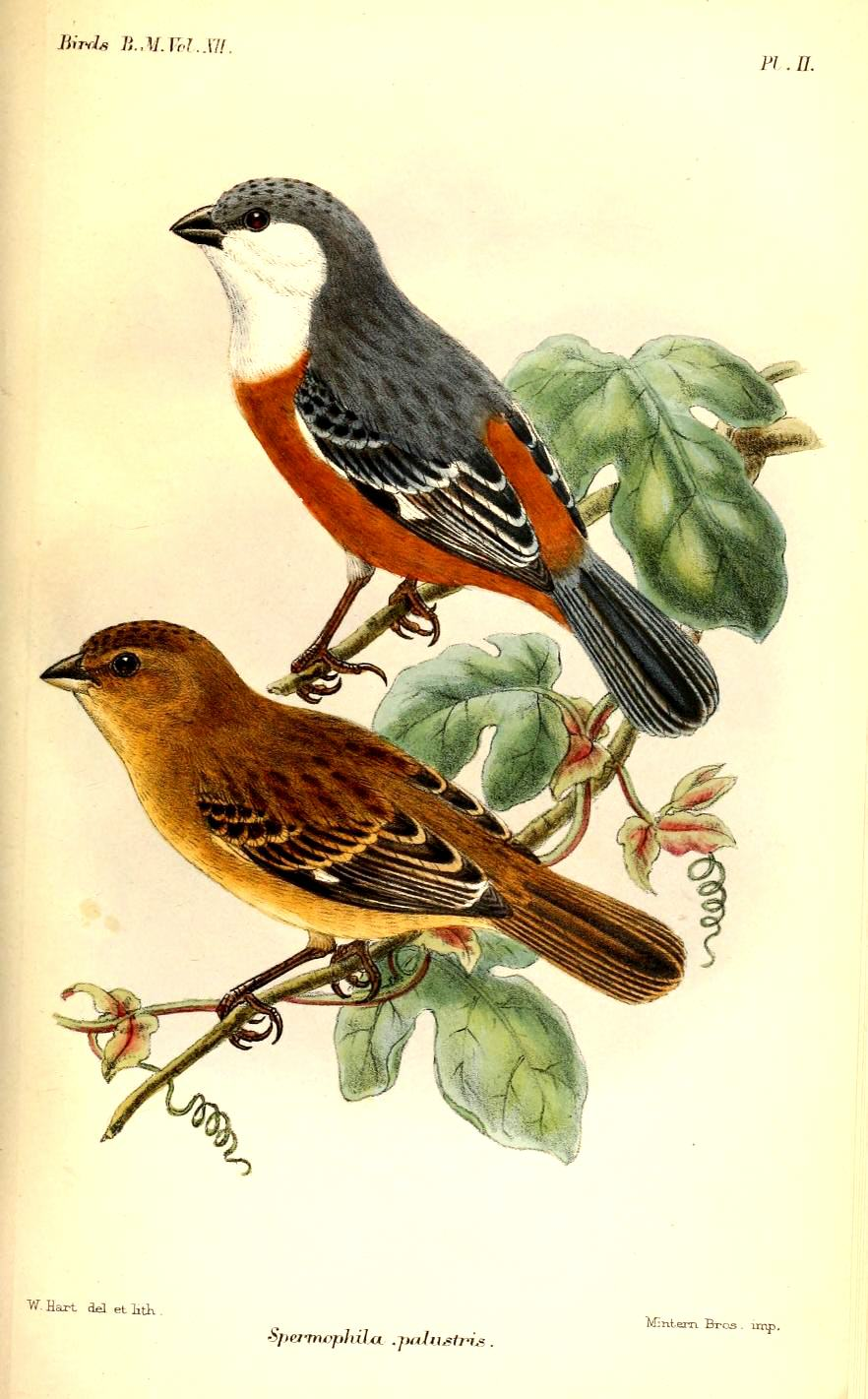
Болотяні зерноїди

Довжина птаха становить 9-12 см, вага 7,5-9 г. Виду притаманний статевий диморфізм. У самців горло, щоки і верхня частина грудей білі, нижня частина тіла і нижня частина спини рудувато-каштанові. Тім'я і верхня частина тіла сірі, крила і хвіст темно-сірі, края світлі, на крилах невеликі білі "дзеркальця". Самиці мають переважно оливково-коричневе забарвлення.

## Поширення і екологія
Болотяні зерноїди гніздяться на північному сході Аргентини (в провінціях Коррієнтес, Ентре-Ріос і, можливо, Буенос-Айрес), в Уругваї (в долині річки Уругвай) та на південному сході Парагваю. Взимку вони мігрують на північ, досягаючи центральної Бразилії.
Болотяні зерноїди живуть на вологих і заплавних луках та на болотах, зимують на луках і в саванах серрадо. Зустрічаються на висоті до 1100 м над рівнем моря.

## Збереження
МСОП класифікує цей вид як такий, що перебуває під загрозою зникнення. За оцінками дослідників, популяція болотяних зерноїдів становить від 6000 до 1700 птахів. Їм загрожує знищення природного середовища.